# Günter Dworek

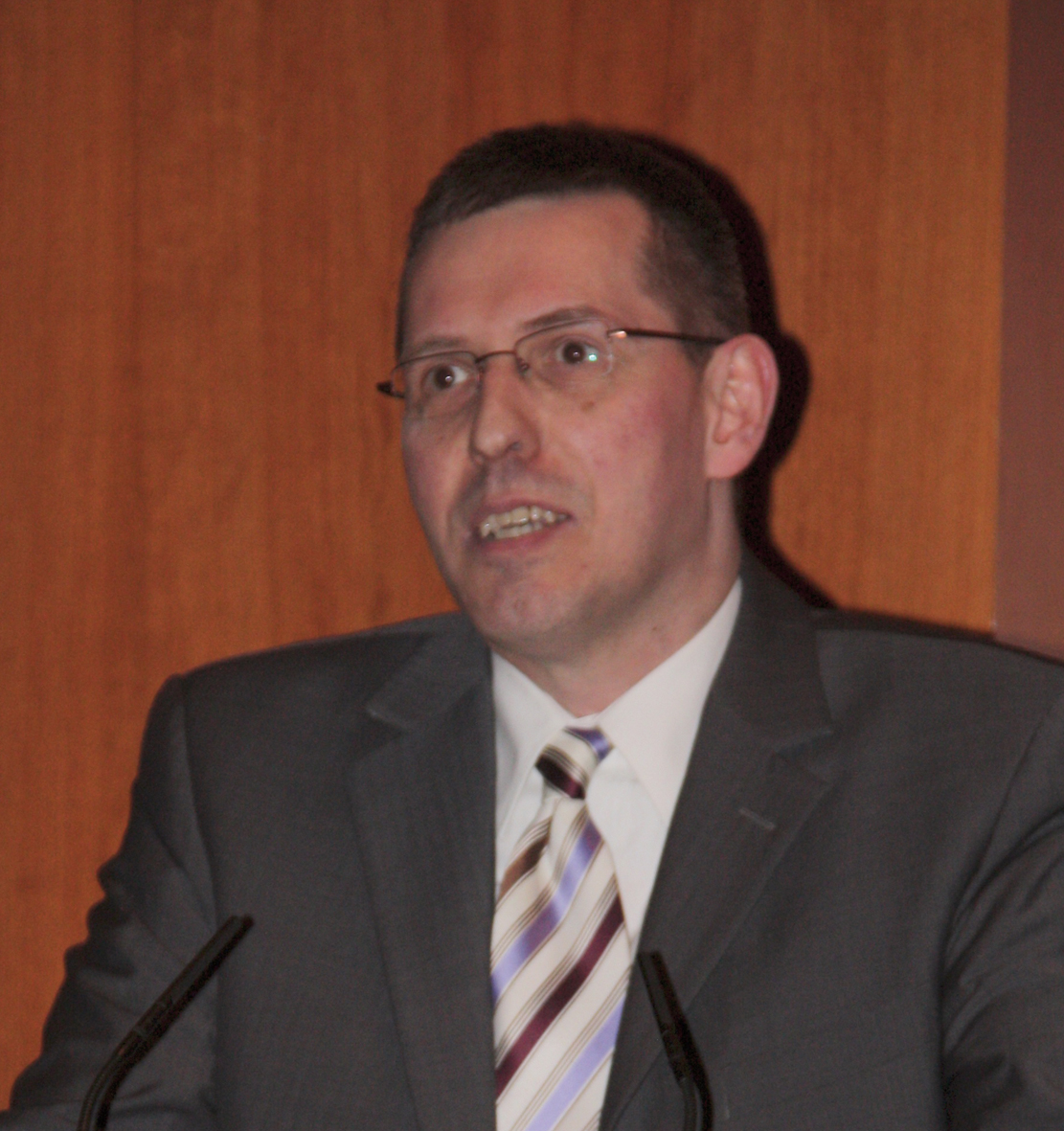
Pressefoto des Lesben- und Schwulenverband in Deutschland (2012)

Günter Dworek (* 17. September 1960) ist Stiftungsratsvorsitzender der Hirschfeld-Eddy-Stiftung. Er war von 1991 bis 2022 im Bundesvorstand des Lesben- und Schwulenverbandes in Deutschland (LSVD), dessen Programm er maßgeblich formuliert hat. 2020 erhielt Dworek für seinen Einsatz für die Rechte von queeren Menschen den Rosa-Courage-Preis.

## Leben
Günter Dworek kämpfte mit Volker Beck und Manfred Bruns für die Gleichstellung homosexueller Lebensgemeinschaften. Mit Volker Beck war er im Bundesverband Homosexualität (BVH).
Er engagierte sich auch besonders für ein Denkmal für die homosexuellen NS-Opfer.
Dworek war zunächst Referent für Antidiskriminierungspolitik, jetzt wissenschaftlicher Koordinator des Arbeitskreises 3 der Bundestagsfraktion Bündnis 90/Die Grünen. Er gilt neben Volker Beck als maßgeblicher Vorreiter für die grüne Lesben- und Schwulenpolitik.
Im Mai 2006 erhielt Dworek für seinen Anteil am Zustandekommen des Lebenspartnerschaftsgesetzes den internationalen „Tolerantia“-Preis der polnischen „Stiftung für Gleichberechtigung“ (Fundacja Równości, Organisator der Parada Równości), der „Kampagne gegen Homophobie“ (Kampania Przeciw Homofobii), der französischen Opferhilfeeinrichtung „SOS-Homophobie“ sowie des Berliner Anti-Gewalt-Projektes Maneo.
Im Zusammenhang mit dem Widerstand gegen den Papstbesuch in Deutschland 2011 wandte sich Dworek als Sprecher des LSVD, der die Aktion „Der Papst kommt!“ mit initiiert hatte,  „gegen Aktionen, die religiöse Gefühle verletzen“.

## Schriften (unvollständig)
- Günter Dworek (Red.): Gefahr von Rechts. Gibt es eine antischwule Trendwende? Dokumente, hrsg. vom Schwulenverband in Deutschland (SVD), Landesverband Nordrhein-Westfalen e.V., OV Köln, 2 Bände [o. O., o. D., 1993]
- Günter Dworek (Text): Mann, das geht uns alle an ... : Perspektiven für eine erfolgreiche Arbeit gegen antischwule Gewalt, Köln: SVD, Landesverband Nordrhein-Westfalen, OV-Köln, [o. O.] 1993
- Günter Dworek (Text), Die Grünen im Bundestag, Schwulenreferat (Hrsg.): Selbstbestimmt schwul, § 175 ersatzlos streichen. Argumentationshilfe und Materialien zur ersatzlosen Streichung des § 175 StGB, 3. Aufl., 4. Tsd., Bonn: Die Grünen, Bundesgeschäftsstelle, 1989